# Sportåret 1998

## Händelser

### Allmänt
- 8 januari - Den så kallade OS-bombaren döms till sju års fängelse för att ha bränt ner Lidingö tennisstadion och ha planerat sprängdådet vid Millesgården.[1]
- 13 december - IOK:s ordförande Juan Antonio Samaranch förbjuder vice ordförande Marc Hodler att yttra sig om huruvida IOK-medlemmar mutats när det ansöks om vem som skall få arrangera olympiska spelen.[2]

### Amerikansk fotboll
- Denver Broncos besegrar Green Bay Packers med 31 - 23 i Super Bowl XXXII. (Final för 1997.)

#### NFL:s slutspel
- I slutspelet deltar från och med 1990 12 lag. I slutspelets omgång I deltar tre Wild Cards tillsammans med den tredje-seedade divisionssegraren. Lag 3 möter lag 6 och lag 4 möter lag 5. Lagen som seedats etta och tvåa går direkt till omgång II.

##### NFC (National Football Conference)
- - Lagen seedades enligt följande
- 1 Minnesota Vikings
- 2 Atlanta Falcons
- 3 Dallas Cowboys
- 4 San Francisco 49ers (Wild Card)
- 5 Green Bay Packers (Wild Card)
- 6 Arizona Cardinals (Wild Card)

- - Omgång I (Wild Cards)
- Arizona Cardinals besegrar Dallas Cowboys med 20 – 7
- San Francisco 49ers besegrar Green Bay Packers med 30 - 27

- - Omgång II
- Atlanta Falcons besegrar San Francisco 49ers med 20 – 18
- Minnesota Vikings besegrar Arizona Cardinals med 41 - 21

- -     - Omgång III
- Atlanta Falcons besegrar Minnesota Vikings med 30 – 27  (efter förlängning) i NFC-finalen

##### AFC (American Football Conference)
- - Lagen seedades enligt följande
- 1 Denver Broncos
- 2 New York Jets
- 3 Jacksonville Jaguars
- 4 Miami Dolphins (Wild Card)
- 5 Buffalo Bills (Wild Card)
- 6 New England Patriots (Wild Card)

- - Omgång I (Wild Cards)
- Miami Dolphins besegrar Buffalo Bills med 24 – 17
- Jacksonville Jaguars besegrar New England Patriots 25 – 10

- - Omgång II
- New York Jets besegrar Jacksonville Jaguars med 34 - 24
- Denver Broncos besegrar Miami Dolphins med 38 – 3

- -     - Omgång III
- Denver Broncos besegrar New York Jets med 23 - 10  i AFC-finalen

### Bandy
- 21 mars - AIK blir svenska mästare för damer efter finalvinst över Kareby IS med 7-4 på Studenternas IP i Uppsala.[3]
- 22 mars - Västerås SK blir svenska mästare för herrar efter finalvinst över Sandvikens AIK med 6–4 på Studenternas IP i Uppsala.[4][5]
- 25 oktober - Falu BS vinner World Cup i Ljusdal genom att i finalen besegra Västerås SK med 4–1.[6]

### Baseboll
- 21 oktober - American League-mästarna New York Yankees vinner World Series med 4-0 i matcher över National League-mästarna San Diego Padres.[7]

### Basket
- 7 juni - USA blir damvärldsmästare i Tyskland genom att finalslå Ryssland med 71-65.[8]
- 14 juni - Chicago Bulls vinner NBA-finalserien mot Utah Jazz.[9]
- 14 augusti - FR Jugoslavien blir herrvärldsmästare genom att finalslå Ryssland med 64-62 i Grekland.[10]
- Norrköping Dolphins blir svenska mästare för herrar
- Nerike Basket, Örebro blir svenska mästare för damer

### Bordtennis
- I Lupulescu & O Badescu, Serbien och Montenegro segrar i mixed dubbel i europamästerskapen efter att i finalen ha besegrat Erik Lindh & Monica Svensson, Sverige.

### Curling
- Schweiz blir olympiska guldmedaljörer för herrar före Kanada med  Norge på tredje plats.
- Kanada blir olympiska guldmedaljörer för damer före Danmark med Sverige på tredje plats.
- Kanada vinner VM för herrar före Sverige med  Finland på tredje plats.
- Sverige vinner VM för damer före Danmark med Kanada på tredje plats.

### Cykel
- 15 juli - Fransk polis griper franska Festinastallets sportdirektör Bruno Roussel och läkaren Ryckaert under årets  Tour de France, misstänkta för att ha försett cyklister med dopingpreparat.[1]
- 17 juli - Fransk polis griper franska Festinastallets sportdirektör Bruno Roussel erkänner att hans cyklister under årets Tour de France haft tillgång till dopingmedel, vilket leder till stallets uteslutande ur tävlingen.[1]
- 24 juli - Fransk polis griper hittar stora mängder förbjudna preparat på nederländsk  TVM-stallets hotellrum. Sportdirektören Priem och läkaren Michailov grips.[1]
- 31 juli - Magnus Bäckstedt blir förste svensk att vinna en etapp i Tour de France.
- 2 augusti - Marco Pantani, Italien vinner Tour de France.[1]
- 3 december - Offentliggörandet av laboratorieundersökning visar att alla nio cyklister i franska Festinastallet under årets  Tour de France var dopade.[2]
- Oskar Camenzind, Schweiz vinner landsvägsloppet i VM.
- Marco Pantani, Italien vinner Giro d'Italia
- Abraham Olano, Spanien vinner Vuelta a España

### Drakbåtspaddling
- Drakbåts-RM för landslag 1998 avgjordes i Rom i Italien.

### Fotboll
- 28 februari - Egypten vinner afrikanska mästerskapet för herrar i Burkina Faso genom att besegra Sydafrika med 2–0 i finalen på Stade du 4 Août i Ouagadougou.[11]
- 6 maj - FC Internazionale vinner UEFA-cupen genom att i finalen besegra SS Lazio med 3–0 på Parc des Princes i Paris.[12]
- 13 maj - Chelsea FC vinner Europeiska cupvinnarcupen för andra gången genom att i finalen besegra VfB Stuttgart med 1–0 på Råsunda fotbollsstadion i Solna.[12]
- 16 maj - Arsenal FC vinner FA-cupfinalen mot Newcastle United FC med 2-0 på Wembley Stadium.[13]
- 20 maj - Real Madrid CF vinner UEFA Champions League för sjunde gången genom att i finalen besegra Juventus FC med 1–0 på Amsterdam Arena.[12]
- 21 maj - Helsingborgs IF vinner Svenska cupen för herrar efter seger mot Örgryte IS i finalserien.[14][15]
- 12 juli - Frankrike vinner VM-guld för herrar genom att i finalen besegra Brasilien med 3-0 i Saint-Denis. Trea blir Kroatien, som slår Nederländerna med 2-1 i bronsmatchen under föregående dag.[16]
- 12 augusti - Svenske spelaren Tomas Brolin meddelar att han lägger fotbollsskorna på hyllan.[1]
- 28 augusti - Chelsea FC vinner UEFA Super Cup genom att i finalen besegra Real Madrid CF med 1–0 på Stade Louis II i Monaco.[12]
- 16 november - Henrik Larsson tilldelas Guldbollen.[2]
- Okänt datum – Zinedine Zidane, Frankrike, utses till Årets spelare i Europa och Världens bästa fotbollsspelare.
- Okänt datum – Martin Palermo, Argentina, utses till Årets spelare i Sydamerika.
- Okänt datum – Mustapha Hadji, Marocko, utses till Årets spelare i Afrika.
- Okänt datum – Hidetoshi Nakata, Japan, utses till Årets spelare i Asien.
- Okänt datum – Christian Karembeu, Frankrike/Nya Kaledonien, utses till Årets spelare i Oceanien.

#### Ligasegrare / resp. lands mästare
- Belgien - Club Brugge
- England - Arsenal FC
- Frankrike - RC Lens
- Italien - Juventus FC
- Nederländerna – AFC Ajax
- Skottland - Celtic FC
- Portugal – FC Porto
- Spanien - FC Barcelona
- Sverige - AIK (herrar) - Älvsjö AIK (damer)
- Tyskland - 1. FC Kaiserslautern

### Friidrott
- 31 december - Paul Tergat, Kenya vinner herrklassen och Olivera Jevtić, Jugoslavien vinner damklassen vid Sylvesterloppet i São Paulo.[17]
- Moses Tanui, Kenya vinner herrklassen vid Boston Marathon.[18] medan Fatuma Roba, Etiopien vinner damklassen.[19]
- Vid EM i friidrott 1998 erövrar Malin Ewerlöf silvermedalj på 800 m.
- Vid EM i friidrott inomhus 1998 erövrar Malin Ewerlöf silvermedalj på 800 m.

### Golf

#### Herrar
- Mest vunna prispengar på PGA-touren:  David Duval, USA med 2 591 031$
- Mest vunna prispengar på Champions Tour (Senior-touren): Hale Irwin, USA med 2 861 945$

##### Majorstävlingar
- The Masters - Mark O'Meara, USA
- US Open - Lee Janzen, USA
- British Open - Mark O'Meara, USA
- PGA Championship - Vijay Singh, Fiji

#### Damer
- Mest vunna prispengar på LPGA-touren: Annika Sörenstam, Sverige med 1  092 748$

##### Majorstävlingar
- Kraft Nabisco Championship - Pat Hurst, USA
- LPGA Championship - Se Ri Pak, Sydkorea
- US Womens Open - Se Ri Pak, Sydkorea
- Du Maurier Classic - Brandie Burton, USA

### Gymnastik

#### EM

##### Herrar
- - Mångkamp, individuellt
- 1 Aleksej Bondarenko, Ryssland
  - Mångkamp, lag
- 1 Frankrike
  - Räck
- 1 Jesús Carballo, Spanien
  - Barr
- 1 Aleksej Bondarenko, Ryssland
  - Hopp
- 1 Ioannis Melissanidis, Grekland
  - Bygelhäst
- 1 Eric Poujade, Frankrike
  - Ringar
- 1 Szilveszter Csollany, Ungern
  - Fristående
- 1 Aleksei Nemov, Ryssland

##### Damer
- - Mångkamp, individuellt
- 1 Svetlana Chorkina, Ryssland
  - Mångkamp, lag
- 1 Rumänien
  - Barr
- 1 Svetlana Chorkina, Ryssland
  - Bom
- 1 Eugenia Kuznetsova, Ryssland
  - Hopp
- 1 Adrienn Varga, Ungern
  - Fristående
- 1 Corina Ungureanu, Rumänien

### Handboll
- 7 juni - Sverige blir europamästare för herrar genom att finalbesegra Spanien med 25–23 i italienska Sydtyrolen.[20]
- 20 december - Norge blir europamästare för damer genom att finalbeseg Danmark med 24–16 i Hertogenbosch.[21]
- Redbergslids IK blir svenska herrmästare.

### Hästsport
- 5 april - Louise Nathorst, Sverige vinner i Scandinavium i Göteborg som första svensk världscupen i dressyr.[1]

### Innebandy
- 28 mars - IBK Lockeruds herrar åker ur Elitserien.[22]
- 19 april
  - Warbergs IC 85 blir svenska mästare för herrar genom att besegra Pixbo IBK med 2–1 i matcher i finalserien.[23]
  - Högdalens AIS blir svenska mästare för damer genom att besegra IBF Falun med 2–1 i matcher i finalserien.[24]
- 31 maj - Sverige blir herrvärldsmästare i Schweiz, genom att besegra Schweiz med 10–3 i finalen i Prag. På tredje plats slutar Finland.[22][25]

### Ishockey
- 3 januari - Finland vinner juniorvärldsmästerskapet i Helsingfors och Tavastehus genom att finalslå Ryssland med 4-3 i sudden death.[26]
- 17 februari - USA blir olympiska dammästare genom att finalbesegra Kanada med 3-1. Finland blir trea.[27]
- 22 februari - Tjeckien blir olympiska herrmästare genom att i finalen besegra Ryssland med 1–0. Finland belägger tredje platsen.[28]
- 12 april - Färjestads BK blir svenska mästare efter slutspelsvinst över Djurgårdens IF med 3 matcher mot 2.[29]
- 17 maj - Sverige blir världsmästare för herrar genom att i finalserien besegra Finland. Tjeckien belägger tredje platsen.[30] Sverige går obesegrat genom hela turneringen och förlorar inte en enda av de 30 spelade perioderna. Mats Sundin och Jonas Bergkvist vinner sina tredje VM-guld.
- 31 maj - IIHF utökas då Argentina[31] och Namibia inträder.[32]
- 16 juni - Stanley Cup vinns av Detroit Red Wings som besegrar Washington Capitals med 4 matcher mot 0 i slutspelet.[33]

### Konståkning

#### VM
- Herrar – Aleksej Jagudin, Ryssland
- Damer – Michelle Kwan, USA
- Paråkning – Jelena Berezjnaja & Anton Sicharulidze, Ryssland
- Isdans – Anjelika Krylova & Oleg Ovsijannikov, Ryssland

#### EM
- Herrar – Aleksej Jagudin, Ryssland
- Damer – Maria Butyrskaja, Ryssland
- Paråkning – Jelena Berezjnaja & Anton Sicharulidze, Ryssland
- Isdans – Oksana Grisjuk & Jevgenij Platov, Ryssland

### Motorsport

#### Enduro
- Anders Eriksson, Sverige blir världsmästare i 500cc-klassen, fyrtakt på en Husqvarna.
- Björne Carlsson, Sverige blir världsmästare i 400cc-klassen, fyrtakt på en Husaberg.

#### Formel 1
- 1 november - Mika Häkkinen, Finland,  blir världsmästare 1998.

#### IndyCar
- Kenny Bräck blir mästare i Indy Racing League.

#### Rally
- 24 november - Tommi Mäkinen, Finland vinner rally-VM.

#### Speedway
- 18 september - Tony Rickardsson, Sverige vinner Speedway Grand Prix genom att säkra titeln vid inledningen av dagens säsongsavslutande deltävling i Bydgoszcz, Polen.[1]

#### Sportvagnsracing
- 6-7 juni - Laurent Aïello, Allan McNish och Stéphane Ortelli vinner Le Mans 24-timmars med en Porsche 911 GT1.

#### Standardvagnsracing
- Rickard Rydell blir mästare i British Touring Car Championship.

### Simning

#### VM
- Vid VM i simning på lång bana uppnås följande svenska resultat:

##### Herrar
- 100 m frisim – 3. Lars Frölander
- 100 m fjärilsim – 2. Lars Frölander

#### EM
- Vid EM i simning på kort bana uppnås följande svenska resultat:

##### Herrar
- 100 m frisim – 1. Lars Frölander
- 50 m ryggsim – 3. Daniel Carlsson
- 50 m bröstsim – 2. Patrik Isaksson
- 100 m bröstsim – 1. Patrik Isaksson
- 50 m fjärilsim – 3. Lars Frölander
- 100 m fjärilsim – 2. Lars Frölander
- Lagkapp 4 x 50 m medley – 2. Sverige (Daniel Carlsson, Patrik Isaksson, Jonas Åkesson och Lars Frölander)

##### Damer
- 100 m frisim – 3. Louise Jöhncke
- 200 m frisim – 3. Louise Jöhncke
- 50 m ryggsim – 2. Therese Alshammar
- 50 m fjärilsim – 2. Anna-Karin Kammerling
- 100 m fjärilsim – 2. Johanna Sjöberg
- 200 m fjärilsim – 3. Johanna Sjöberg
- Lagkapp 4 x 50 m medley – 2. Sverige  (Therese Alshammar, Maria Östling, Johanna Sjöberg och Anna-Karin Kammerling)

### Skidor, alpint

#### Herrar

##### Världscupen
- Totalsegrare: Hermann Maier, Österrike
- Slalom: Thomas Sykora, Österrike
- Storslalom: Hermann Maier, Österrike
- Super G: Hermann Maier, Österrike
- Störtlopp: Angreas Schifferer, Österrike
- Kombination: Werner Franz, Österrike

##### SM
- - Slalom vinns av Martin Hansson, Stöten IF. Lagtävlingen vinns av Sundsvalls SLK.
  - Storslalom vinns av Fredrik Nyberg, Sundsvalls SLK. Lagtävlingen vinns av Sundsvalls SLK.
  - Super G vinns av Patrik Järbyn, Åre SLK. Lagtävlingen vinns av Sundsvalls SLK.
  - Störtlopp vinns av Patrik Järbyn, Åre SLK. Lagtävlingen vinns av Sundsvalls SLK.
  - Kombination vinns av Fredrik Nyberg, Sundsvalls SLK.

#### Damer

##### Världscupen
- Totalsegrare: Katja Seizinger, Tyskland
- Slalom: Ylwa Novén, Sverige
- Storslalom: Martina Ertl, Tyskland
- Super G: Katja Seizinger, Tyskland
- Störtlopp: Katja Seizinger, Tyskland
- Kombination: Hilde Gerg, Tyskland

##### SM
- - Slalom vinns av Ylwa Novén, Östersund-Frösö SLK. Lagtävlingen vinns av Östersund-Frösö SLK.
  - Storslalom vinns av Anja Pärson, Tärna IK Fjällvinden. Lagtävlingen vinns av Tärna IK Fjällvinden.
  - Super G vinns av Linda Ydeskog, Rättviks SLK. Lagtävlingen vinns av Tärna IK Fjällvinden.
  - Störtlopp vinns av Linda Ydeskog, Rättviks SLK. Lagtävlingen vinns av Sundsvalls SLK.
  - Kombination vinns av Linda Ydeskog, Rättviks SLK.

### Skidor, nordiska grenar
- 1 mars - Peter Göransson, Åsarna IK vinner herrklassen medan Kerrin Petty, IFK Mora vinner damklassen då Vasaloppet avgörs.[34]

#### Herrar

##### Världscupen i längdåkning 1997/1998
- 1 Thomas Alsgaard, Norge
- 2 Bjørn Dæhlie, Norge
- 3 Vladimir Smirnov, Kazakstan

###### Sprint
- 1 Thomas Alsgaard, Norge
- 2 Bjørn Dæhlie, Norge
- 3 Vladimir Smirnov, Kazakstan

##### Övrigt
- 28 november - Vid världscupdeltävlingar i Muonio i Finland säkrar Per Elofsson, Sverige segern på 10 kilometer fristil för herrar vid säsongspremiären och tar därmed Sveriges första seger i tävlingen på fyra år.[2]
- Sixten Jernbergpriset tilldelas Per Elofsson, IFK Umeå.

##### SM
- 15 km (K) vinns av Vladimir Smirnov, Stockviks SF. Lagtävlingen vinns av Åsarnas IK.
- 30 km (K) vinns av Vladimir Smirnov, Stockviks SF. Lagtävlingen vinns av Piteå SGIF.
- 50 km (F) vinns av Daniel Gideonsson, Åsarnas IK. Lagtävlingen vinns av Åsarnas IK.
- Jaktstart (10 km K + 15 km F) vinns av Vladimir Smirnov, Stockviks SF. Lagtävlingen vinns av Piteå SGIF.
- Stafett 3 x 10 km (F) vinns av Åsarnas IK med laget  Mårten Handler, Morgan Göransson och Torgny Mogren .

#### Damer

##### Världscupen i längdåkning 1997/1998
- 1 Larisa Lazutina, Ryssland
- 2 Bente Martinsen, Norge
- 3 Stefania Belmondo, Italien

###### Sprint
- 1 Bente Martinsen, Norge
- 2 Larisa Lazutina, Ryssland
- 3 Stefania Belmondo, Italien

##### SM
- 5 km (K) vinns av Antonina Ordina, SK Tegsnäspojkarna. Lagtävlingen vinns av Kvarnsvedens SK.
- 15 km (K) vinns av Antonina Ordina, SK Tegsnäspojkarna. Lagtävlingen vinns av Kvarnsvedens SK.
- 30 km (K) vinns av Antonina Ordina, SK Tegsnäspojkarna. Lagtävlingen vinns av Kvarnsvedens SK.
- Jaktstart (5 km K + 10 km F) vinns av Antonina Ordina, SK Tegsnäspojkarna . Lagtävlingen vinns av Stockviks SF.
- Stafett 3 x 5 km (F) vinns av Kvarnsvedens SK med laget  Anna Frithioff, Annelie Svensson och Karin Säterkvist .

### Skidorientering
- 19-25 januari - Världsmästerskapen avgörs i Windischgarsten.[35]

### Skidskytte

#### Herrar

##### VM
- Jaktstart 12,5 km
  - 1 Vladimir Dratsjov, Ryssland
  - 2 Ole Einar Bjørndalen, Norge
  - 3 Raphaël Poirée, Frankrike
- Lagtävling
  - 1 Norge – Egil Gjelland, Sylfest Glimsdal, Halvard Hanevold & Ole Einar Bjørndalen
  - 2 Tyskland – Ricco Gross, Carsten Heymann, Sven Fischer & Frank Luck
  - 3 Ryssland – Vladimir Dratsjov, Alexej Kobeljov, Sergej Rosjkov & Viktor Majgurov

- Övriga grenar – se Olympiska vinterspelen 1998

##### Världscupen
- 1 Ole Einar Bjørndalen
- 2 Ricco Gross, Tyskland
- 3 Sven Fischer, Tyskland

#### Damer

##### VM
- Jaktstart 10 km
  - 1 Magdalena Forsberg, Sverige
  - 2 Corinne Niogret, Frankrike
  - 3 Martina Zellner, Tyskland
- Lagtävling
  - 1 Ryssland – Anna Volkova, Olga Romasko, Svetlana Isjmouratova & Albina Achatova
  - 2 Norge – Hildegunn Mikkelsplass, Ann Elen Skjelbrejd, Anette Sikveland & Liv Grete Skjelbrejd
  - 3 Finland – Katja Holanti, Tiina Mikkola, Mari Lampinen & Sanna-Leena Perunka

- Övriga grenar – se Olympiska vinterspelen 1998

##### Världscupen
- 1 Magdalena Forsberg, Sverige
- 2 Uschi Disl, Tyskland
- 3 Martina Zellner, Tyskland

### Tennis

#### Herrar

##### Tennisens Grand Slam
- Australiska öppna - Petr Korda, Tjeckien
- Franska öppna - Carlos Moya, Spanien
- Wimbledon - Pete Sampras, USA
- US Open - Patrick Rafter, Australien

##### Davis Cup
- 6 december - Sverige besegrar Italien med 4-1 i finalen i Milano.[36]

#### Damer

##### Tennisens Grand Slam
- Australiska öppna - Martina Hingis, Schweiz
- Franska öppna - Arantxa Sánchez Vicario, Spanien
- Wimbledon - Jana Novotná, Tjeckien
- US Open - Lindsay Davenport, USA
- 20 september - Spanien vinner Fed Cup genom att finalbesegra Schweiz med 3-2 i Genève.[37]

### Volleyboll
- 12 november - Kuba blir damvärldsmästare genom att finalbesegra Kina med 3-0 i Osaka.[38]
- 29 november - Italien blir herrvärldsmästare genom att finalbesegra Jugoslavien med 3-0 i Tokyo.[39]

## Evenemang
- 7-22 februari - Olympiska vinterspelen äger rum 7 februari - 22 februari i Nagano i Japan, med snowboard, curling och ishockey för damer som tillkomna inslag.[1]
- VM i basket för damer anordnas i sju städer i Tyskland
- VM i basket för herrar anordnas i Aten, Grekland
- VM på cykel anordnas i Valkenburg,  Nederländerna
- VM i curling för damer anordnas i Kamloops, British Columbia, Kanada
- VM i curling för herrar anordnas i Kamloops, British Columbia, Kanada
- VM i innebandy anordnas i Prag och Brno, Tjeckien
- VM i ishockey anordnas i Zürich och Basel, Schweiz
- VM i konståkning anordnas i Minneapolis, USA
- VM i simning på lång bana anordnas i Perth, Australien
- VM i skidskytte anordnas i Pokljuka, Slovenien och Hochfilzen, Österrike
- EM i bordtennis anordnas i Eindhoven, Nederländerna
- EM i friidrott anordnas i Budapest, Ungern
- EM i friidrott inomhus anordnas i Valencia, Spanien
- EM i gymnastik anordnas i Sankt Petersburg, Ryssland
- EM i handboll för herrar anordnas i Merano och Bolzano, Italien
- EM i konståkning anordnas i Milano, Italien
- EM i simning på kort bana anordnas i Sheffield, Storbritannien

## Födda
- 18 januari – Aitana Bonmatí, spansk fotbollsspelare.
- 3 april – Roberts Uldriķis, lettisk fotbollsspelare.
- 14 juli – Lucía García, spansk fotbollsspelare.

## Avlidna
- 1 januari - Åke Seyffarth, svensk idrottare, (skridsko, cykel).
- 1 januari - Helen Wills, amerikansk tennisspelare.
- 13 juni – Birger Ruud, norsk backhoppare.
- 21 september – Florence Griffith Joyner, 38, amerikansk friidrottare.[1]
- 1 december – Bertil Nordahl, 81, svensk fotbollsspelare och -tränare.
- 9 december – Archie Moore, 84, amerikansk boxare.

## Bildade föreningar och klubbar
- AIK bildar en damsektion för ishockey.

### Fotnoter
1. 1 2 3 4 5 6 7 8 9 10   När Var Hur 1999. Forum
2. 1 2 3 4   När Var Hur 2000. Forum
3. ↑  Erik Jonsson (21 mars 1998). ”1990–1999”. Svenska Bandyförbundet. Arkiverad från originalet den 17 mars 2020. https://web.archive.org/web/20200317214705/https://www.svenskbandy.se/BANDYFINALEN/HISTORIK/Svenskamastare/Damer/1990-1999. Läst 18 mars 2020.
4. ↑  Erik Jonsson (23 mars 1997). ”1990–1999”. Svenska Bandyförbundet. https://www.svenskbandy.se/BANDYFINALEN/HISTORIK/Svenskamastare/Herrar/1990-1999/. Läst 18 mars 2020.
5. ↑  ”Västerås Sportklubbs SM-finaler i bandy”. VSK Forum. http://www.vskforum.com/vsk.nu/SM-finallag.html. Läst 21 juli 2011.
6. ↑  ”Bandy World Cup 1998” (på engelska). Bandysidan. http://www.bandysidan.nu/event.php?EVID=115. Läst 20 augusti 2011.
7. ↑  ”1998 World Series” (på engelska). Baseball-Reference.com. http://www.baseball-reference.com/postseason/1998_WS.shtml. Läst 25 juni 2015.
8. ↑  ”Sport Statistics”. Arkiverad från originalet den 4 juli 2015. https://web.archive.org/web/20150704003000/http://todor66.com/basketball/World/Women_1998.html. Läst 24 augusti 2011.
9. ↑  ”Basketball Reference”. http://www.basketball-reference.com/leagues/NBA_1998_games.html. Läst 25 augusti 2011.
10. ↑  ”Sport Statistics”. Arkiverad från originalet den 21 januari 2012. https://web.archive.org/web/20120121145638/http://todor66.com/basketball/World/Men_1998.html. Läst 24 augusti 2011.
11. ↑  ”African Nations Cup 1998” (på engelska). RSSSF. http://www.rsssf.com/tables/98a.html. Läst 16 augusti 2011.
12. 1 2 3 4  ”European Competitions 1997-98”. http://www.rsssf.com/ec/ec199798.html. Läst 16 augusti 2011.
13. ↑  ”England FA Challenge Cup 1997-1998” (på engelska). RSSSF. http://www.rsssf.com/tablese/engcup1998.html. Läst 19 augusti 2012.
14. ↑  ”Sweden Cup 1997/98” (på engelska). RSSSF. http://www.rsssf.com/tablesz/zwedcup98.html. Läst 16 augusti 2011.
15. ↑  Jimmy Lindahl (25 maj 2005). ”Svenska cupen – finalmatcher”. Bolletinen. http://www.bolletinen.se/sfs/pdf/stat_h_allsvens_1941_2005_stat_herr_cupen_finalmatcher.pdf. Läst 21 augusti 2012.
16. ↑  ”World Cup 1998” (på engelska). RSSSF. http://www.rsssf.com/tables/98f.html. Läst 12 augusti 2011.
17. ↑  ”1990” (på portugisiska). Sylvesterloppet. Arkiverad från originalet den 1 mars 2014. https://web.archive.org/web/20140301032551/http://www.saosilvestre.com.br/1990. Läst 19 augusti 2012.
18. ↑  ”Boston Marathon”. Arkiverad från originalet den 27 april 2015. https://web.archive.org/web/20150427035419/http://www.baa.org/races/boston-marathon/boston-marathon-history/past-champions/past-mens-open-champions.aspx. Läst 9 april 2011.
19. ↑  ”Boston Marathon”. Arkiverad från originalet den 7 mars 2012. https://web.archive.org/web/20120307073943/http://www.baa.org/races/boston-marathon/boston-marathon-history/past-champions/past-womens-open-champions.aspx. Läst 9 april 2011.
20. ↑  ”Sport Statistics”. Arkiverad från originalet den 18 juni 2011. https://web.archive.org/web/20110618155722/http://todor66.com/handball/Europe/Men_1998.html. Läst 23 augusti 2011.
21. ↑  ”Sport Statistics”. Arkiverad från originalet den 24 augusti 2011. https://web.archive.org/web/20110824145431/http://www.todor66.com/handball/Europe/Women_1998.html. Läst 23 augusti 2011.
22. 1 2  ”Datum i innebandyhistorien”. Svenska Innebandyförbundet. Arkiverad från originalet den 15 maj 2021. https://web.archive.org/web/20210515132333/https://epiadmin.innebandy.se/sv/StatistikHistorik/Datum-i-innebandyhistorien/. Läst 22 augusti 2011.
23. ↑  ”SM-slutspel herrar 1997/98”. Svenska Innebandyförbundet. Arkiverad från originalet den 15 december 2011. https://web.archive.org/web/20111215202512/http://www.innebandy.se/sv/StatistikHistorik/Statistik-och-rekord-herrar-elit/SM-slutspel-genom-tiderna-herrar1/199798/. Läst 22 augusti 2011.
24. ↑  ”SM-slutspel damer 1997/98”. Svenska Innebandyförbundet. Arkiverad från originalet den 15 december 2011. https://web.archive.org/web/20111215211450/http://www.innebandy.se/sv/StatistikHistorik/Statistik-och-rekord-damer-elit/SM-slutspel-genom-tiderna-damer1/199798/. Läst 22 augusti 2011.
25. ↑  ”2nd Men's World Championships” (på engelska). International Floorball Federation. Arkiverad från originalet den 27 augusti 2011. https://web.archive.org/web/20110827054247/http://www.floorball.org/default.asp?sivu=5&alasivu=254&kieli=826. Läst 22 augusti 2011.
26. ↑  ”Championnat du monde 1998 des moins de 20 ans” (på franska). Hockeyarchives. 3 januari 1998. https://www.hockeyarchives.info/U-20_1998.htm. Läst 9 september 2012.
27. ↑  ”Jeux Olympiques de Nagano 1998 Compétition féminine” (på franska). Hockey Archives. 17 februari 1998. https://www.hockeyarchives.info/JOfem1998.htm. Läst 15 augusti 2011.
28. ↑  ”Jeux Olympiques de Nagano 1998” (på franska). Hockey Archives. 22 februari 1998. https://www.hockeyarchives.info/JO1998.htm. Läst 15 augusti 2011.
29. ↑  ”Championnat de Suède 1997/98” (på franska). Hockey Archives. 12 april 1998. https://www.hockeyarchives.info/Suede1998.htm. Läst 15 augusti 2011.
30. ↑  ”Championnats du monde 1998” (på franska). Hockey Archives. 17 maj 1998. https://www.hockeyarchives.info/mondial1998.htm. Läst 15 augusti 2011.
31. ↑  ”Argentina” (på engelska). International Ice Hockey Federation. 31 maj 1998. https://www.iihf.com/en/associations/323/argentina. Läst 21 augusti 2011.
32. ↑  ”Namibia” (på engelska). International Ice Hockey Federation. 31 maj 1998. http://www.iihf.com/iihf-home/countries/namibia.htm. Läst 21 augusti 2011.
33. ↑  ”NHL 1997/98” (på franska). Hockey Archives. 16 juni 1998. https://www.hockeyarchives.info/NHL1998.htm. Läst 9 september 2012.
34. ↑  ”Historiska segrare”. Vasaloppet. Arkiverad från originalet den 22 mars 2020. https://web.archive.org/web/20200322121012/https://www.vasaloppet.se/wp-content/uploads/sites/1/2019/09/historiska_segrare_vasaloppet_sve_2019-09-18.pdf. Läst 5 september 2011.
35. ↑  ”World Ski Orienteering Championships 1998” (på engelska). http://orienteering.org/events/?event_id=125. Läst 9 september 2012.
36. ↑  ”Davis Cup”. http://www.daviscup.com/en/results/tie/details.aspx?tieId=10004469. Läst 20 augusti 2011.
37. ↑  ”Fed Cup”. Arkiverad från originalet den 24 mars 2012. https://web.archive.org/web/20120324132949/http://www.fedcup.com/en/results/tie/details.aspx?tieId=20005147. Läst 21 augusti 2011.
38. ↑  ”Sport Statistics”. Arkiverad från originalet den 3 mars 2016. https://web.archive.org/web/20160303173535/http://todor66.com/volleyball/World/Women_1998.html. Läst 24 augusti 2011.
39. ↑  ”Sport Statistics”. Arkiverad från originalet den 29 december 2014. https://web.archive.org/web/20141229151908/http://todor66.com/volleyball/World/Men_1998.html. Läst 24 augusti 2011.